# 無双OROCHI
『無双OROCHI』（むそうオロチ）は、コーエーより発売のアクションゲーム。PlayStation 2版は2007年3月21日、Xbox 360版は2007年9月13日、PlayStation Portable版は2008年2月21日、Windows版が2008年3月20日に発売。海外でのタイトルは、『Warriors Orochi』。
キャッチコピーは「その敵は、本当の敵なのか。」。

## 概要
無双シリーズの10周年記念作。魔王・遠呂智（おろち）の力で融合した、『真・三國無双シリーズ』の世界と『戦国無双シリーズ』の世界を舞台に『三國』と『戦国』の英雄たちの共闘や対立が描かれる無双OROCHIシリーズの1作目。以降『無双OROCHI 魔王再臨』（2008年4月3日発売）、『無双OROCHI 2』（2011年12月22日発売）とシリーズが続いてゆく。また、『無双OROCHI Z』（2009年3月12日発売）には本作のストーリーが全話収録されている。
シリーズ1作目であるが、3人1組で行う戦闘や武器属性といったシリーズの基本要素はすでに登場している。一方、本作のみのシステムとしてR1ボタンで発動するタイプアクションの性能を上げ、キャラクター毎にギャラリーのイラストを解放するキャラクター専用アイテムが挙げられる。

## ストーリー
シナリオは蜀・魏・呉・戦国の4つに別れ、それぞれ趙雲・曹丕・孫策・織田信長の視点を中心として物語が展開される。

## 登場キャラクター
『真・三國無双シリーズ』のプレイアブルキャラクターは『真・三國無双4』に登場した48人がそのまま登場。同作に登場しなかったが『真・三國無双2』に登場した伏犠と女媧は登場しない。一般武将は同作と『真・三國無双4 猛将伝』から登場。張魯の口調は、『真・三國無双4 猛将伝』のようなオネエ口調から修正されている。
『戦国無双シリーズ』のプレイアブルキャラクターは『戦国無双2』に登場した26名に、同作に登場しなかったが『戦国無双 猛将伝』に登場した「石川五右衛門」、「くのいち」、「今川義元」を加えた計29人が登場。PS2版発売当時は『戦国無双2 猛将伝』が未発売だったため、まだプレイヤーキャラ化していない柴田勝家と佐々木小次郎は登場せず、前田利家は一般武将扱いとなっており、設定さえも存在していなかったガラシャも長宗我部元親も登場しない。人物設定の一部は『戦国無双』（第1作）のもの（森蘭丸と明智光秀の関係や雑賀孫市と前田慶次の関係など）が復活している。一般武将はそれらから登場。今川軍は『戦国無双2』の一般武将を基に新しく設定されている。
なお上述のプレイアブルキャラは既に激・戦国無双と真・三國無双 2nd Evolutionで共演歴あり。加えて本シリーズオリジナルのプレイアブルキャラクターとして「遠呂智」と「妲己」が登場し、プレイアブルキャラは総勢79人となる。また遠呂智武将と呼ばれる、少し多彩な攻撃を使う本作オリジナルの一般武将も登場。以下はシナリオ開始段階での(生死・行方不明は実際の)武将の所属。

### 反乱軍
織田軍
織田信長が率いる、豊臣秀吉・明智光秀・前田利家・森長可・黒田官兵衛などの尾張・美濃出身者たち。なぜか孟達の姿も見られ、遠呂智軍に並河易家や伊勢貞興や中村氏がいる。初期から反遠呂智勢力の筆頭として各地で奮戦する。豊臣秀頼は突然ねね・伊賀・西日本武士団・風魔衆軍に参加するも後に戻って来た。田中吉政と黒田長政は突然剣豪衆に参入するも稲姫軍に吸収される。自軍の拡張と同時に他の反遠呂智勢力への援助や遠呂智からの裏切り者を誘発する調略を行っており、反遠呂智包囲網の形成を目論む。
趙雲軍
遠呂智軍に囚われていたが左慈と星彩に助け出され軍を起こす。上田城水門に囚われていた張苞をも加えて脱獄し、長谷堂を運ばれていた月英をも救うなど、馬超・森軍から離散した者たちを収集して以降、劉備の影を追う。
夏侯惇・夏侯淵軍
夏侯惇、夏侯淵が率いる夏侯氏たち。劉曄、李典、龐統が身を寄せるが、夏侯恩だけは遠呂智軍に所属。遠呂智に与するのを良しとせず、曹操の生還を信じ杭瀬川や本能寺を転戦。樊城で信長の勧めを受け、曹丕・石田軍に合流した。それから、遠呂智より離反する前に夏侯覇が蜀漢・孫呉軍と戦っている。三方ヶ原にも現れる。
陸遜軍
陸遜が率いる、凌統、甘寧ら孫呉の残党軍。織田信長や豊臣秀吉や徳川家康とはぐれた中川清秀や鍋島直茂も所属。遠呂智に与するのを良しとしなかったが、孫策・森軍に敗れ、趙雲・九州軍に合流するも再び孫策・森軍と戦闘して離散し、甘寧以外は織田軍に、甘寧は浅井軍に合流した。朱然は孫策軍との間を行き来し、陸遜と共に赤壁にも現れる。
九州軍
島津義弘が率いる九州出身者たち。星彩と行動を共にして趙雲軍に合流し、戸石城に投獄されていた立花誾千代を解放する。東郷重位のみ本多軍に身を寄せる。
黄蓋軍
黄蓋が率い許褚が参加。杭瀬川で妲己・曹丕・石田軍に倒され、許褚は吸収され、残る者も曹魏・石田軍に3回命を救われたため合流する。
馬超・森軍
馬超が率いる姜維や皇甫嵩や韓遂ら涼州出身者たちと、森蘭丸が率いるその親兄弟及び徳山秀現の共同戦線。夫とはぐれた月英や父とはぐれた張苞や劉封が蜀残党と共に参加しかし、張魯軍は遠呂智軍に所属。孫呉・徳川・徐晃軍に敗れ、森軍は孫呉軍に吸収され、劉封以外の蜀残党と姜維は趙雲・九州軍に、姜維以外の涼州出身者と劉封は織田軍に合流。劉封は烏巣の貂蝉軍に一度妖術で操られるという災難な目に遭ってしまうが、救われた。織田軍に合流した者は赤壁にも現れる。
黄忠・関平軍
黄忠、関平が率いる益州出身者たち。曹魏・石田・徐栄・斎藤軍に包囲されるも織田・孟達軍に救われ合流する。公孫越と簡雍の姿が見られるが、公孫瓚と楊懐は遠呂智軍に、劉璝は独立後の孫呉軍にいる。
雑賀衆
雑賀孫市が率いる石山・紀州の鈴木氏たち。趙雲脱獄まで遠呂智領にいたが、趙雲軍と共に月英軍を救援し合流、成都城や新帝城の偵察を担う。
黄巾党・小喬軍
張角が率いる黄巾党たちと、小喬が率いる荊州出身者たちの共同戦線。島左近や筒井順慶、穴山信君、片桐且元、阿国、于吉の姿があるも、張燕と筒井定次と文聘と蔡瑁は遠呂智軍にいる。杭瀬川で黄蓋・西日本武士団・夏侯淵軍に加勢はしていたが、多くある反乱軍の中でも特に統率が取れておらず、参謀たる左近を活かしきれなかった。左近以外は織田軍に吸収され、左近は織田軍に護送されて陸遜・西日本武士団軍を経て孫策軍に合流し、大阪城の天守閣に投獄されていた可児才蔵を脱獄させる。阿国は華容道にも現れる。
魏延軍
魏延が率いる蜀漢の小規模な残党軍。黄巾党由来の劉備軍である廖化と劉辟と、劉璋軍由来の劉備軍である呉蘭と雷銅、そして沙摩柯が所属。劉備がいると聞いて駆けつけた成都で袁紹軍に挑まれ、趙雲・九州・雑賀衆軍に救われ合流した。ただし法正や周倉は諸葛亮軍にいる。
濃姫軍
遠呂智軍に囚われていたが、島左近を送って孫堅の居場所を教えてくれた織田信長への恩返しに呂蒙・大久保軍に助け出され軍を起こす。甄姫と共に遠呂智から離反した細川忠興や、皇甫嵩との再会を狙う朱儁を従えて、白帝城を織田軍と共に挟撃する。条件によっては孫呉軍に合流する。斎藤龍興と陶謙軍は遠呂智軍に所属。
袁紹軍
袁紹が率いる。実父とはぐれた仁科盛信や豊臣軍とはぐれた木村重成を真田軍ごと従えているが、郭図や逢紀や辛評兄弟や呂翔兄弟や朱霊や張郃や甄姫は遠呂智軍に所属。妲己に騙されて蜀漢軍に挑むも敗れ、真田軍はその時点で吸収され、高幹や淳于瓊は独立後の孫呉軍に合流し、袁紹は遠呂智軍の捕虜となって劉備と偽られて蜀漢・九州・西日本武士団軍に救われ残る者と共に合流した。
北条軍
北条氏政が率いる相模出身者たち。風魔衆は所属不明になっていて、笠原政尭や松田直秀、松田康郷、千葉直重は遠呂智軍に所属。最上軍の急襲を受け曹魏・佐竹・畿内軍に吸収される、もしくは蜀漢・真田・西日本武士団軍に救われ合流する。
ねね軍
ねねが率いる、尾張中村出身者及び豊臣股肱の武将たち。神出鬼没の活躍で遠呂智軍を翻弄していたが、董卓・張遼・厳輿軍に敗れる。ねね自身などは条件を満たすことで曹魏軍に吸収できるが、小西行長は孫呉・伊賀軍に合流する。
南蛮軍
孟獲が率いる、祝融ら南中出身者たち。散発的に奇襲を繰り返すことで遠呂智からの独立を保っていたが、曹魏軍に南中まで攻め込まれて窮地に陥った。通りすがった趙雲・雑賀衆軍と共にこれを撃退すると合流した。
くのいち
武田軍とも豊臣軍とも真田軍ともはぐれている。今川軍に参加して、弱きを助け強きを挫くと自称し、孫呉・徳川軍に合流する。その後、伊賀衆と共にねね・西日本武士団・風魔衆軍をも手伝う。唐沢玄蕃は真田軍で行動した。蜂須賀小六は織田軍で行動しながら、金ヶ崎までに遠呂智軍に降るも白帝城までに復帰。
浅井・朝倉軍
浅井長政が率いる北近江出身者たちと、朝倉義景が率いる朝倉景鏡など越前出身者たちの共同戦線。浅井軍には織田信長とはぐれたお市も、陸遜や凌統とはぐれた甘寧も参加。前波吉継や赤座直保、小川祐忠、藤堂高虎が所属する石田軍が曹魏と組んで遠呂智軍から独立した際の戦いに敗れ、曹魏・石田軍に吸収される。
剣豪衆
宇喜多軍とも真田軍とも豊臣軍ともはぐれている宮本武蔵が率いる、日本の剣豪たち。山賊に騙されて蜀漢軍と戦うが、真相が分かると共闘する。後に曹魏・最上・呂布軍の攻撃を受ける。武蔵自身は条件を満たすことで共に撃退した蜀漢・南蛮軍に合流するが、柳生宗矩と薄田兼相は本多軍に合流する。因みに宇喜多秀家は石田軍である。
曹操軍
曹操が率いる、典韋、曹叡ら曹魏の小規模な残党軍。戦死したと伝えられていたが、実際には潜伏していた。後に曹丕が曹魏を復活させた際に旗を揚げ、山崎の戦いでは董卓の罠にかかる曹丕を救い合流した。白帝城にも現れる。
左慈
上田城地下牢に捕らわれていた趙雲を脱獄させたのち姿を消すも、三方ヶ原へ関羽や張飛を励ましに現れる神仙。プレイヤーに入れない場合の出番は蜀のみだが、全ストーリーで遠呂智を一度ずつ倒す必要がある。
本多軍
本多忠勝が率いる、その息子と日本の剣豪の混成軍。民などに加勢し、呂布に勝利するなど圧倒的武力で遠呂智軍から恐れられ、曹丕・浅井・朝倉軍が条件を満たしてからは陳蘭も飛頭蛮もこの軍に参加することにするほど。孫策・島軍とは董卓に騙されて戦うが、誤解と分かると共闘する。全ストーリーの七章外伝で力を認めてもらうと使用可能。
西日本武士団
下間氏や加賀一向宗といった一揆衆と、塙団右衛門や明石全登、後藤又兵衛といった牢人衆と、斎藤利三含む長宗我部家と、井上春忠、毛利勝永、小早川秀秋、高山重友の共同戦線。黄蓋、姜維、陸遜やねねのもとを転戦して、長宗我部家と高山重友は織田、一揆衆は曹魏、牢人衆などは趙雲軍に合流した。
東日本武士団
武田信玄が率いる甲斐出身者たちは本能寺の戦で、上杉謙信が率いる直江兼続などの越後出身者たちは九州の戦で、織田軍の援軍に駆け付ける。今川義元が率いる駿河出身者たちは曹魏・細川・胡車児・三好軍に襲われて民や侍女や村長とともに宛城から脱出。武田・上杉軍が武士団を結成し、長篠の戦で共に曹魏・孫呉・石田・徳川軍と戦う。更に今川軍が合流して、雑賀で共に曹魏軍と戦う。今川軍は後に前田軍の挑戦状では孫呉・徳川軍が何をしているのかも知らないまま援軍に現われるが、条件によっては曹魏軍に吸収される。残る者は織田軍と合流。小山田信茂や色部光長、本庄繁長、水原親憲、山上道及は遠呂智軍に所属。

### 遠呂智軍
遠呂智軍本軍
妲己が指揮を取る本隊。妲己を使用可能にするには、全てのシナリオをクリアする。伊達政宗や董卓などの知略や統率力に富んだ将や、前田慶次や呂布といった強力な武を持つ将がいる。その他には三好三人衆や厳白虎兄弟、張英、王朗軍がいる。
呂布軍
遠呂智軍最強の武将呂布や、宋憲、魏続、陳宮、袁術軍などの軍。遠呂智を強者と認めて、その武を超えるため従っている。呂布自身は全ストーリーの最終章外伝で怖じずに打ち破ることで、貂蝉は呂布の目を覚まさせるために抜け出したところを曹魏・石田軍として助けることで使用可能。
伊達軍
奥州出身の独眼竜伊達政宗や、最上軍、岡吉正、土橋守重などの軍。遠呂智の器こそが天下を制すべきものと考え、友軍として各地を転戦している。蜀の章では一定の条件を満たすことで旧友の雑賀衆に説得され蜀漢・上井・南蛮軍に参加することになる。
前田軍
天下御免の傾奇者前田慶次や、佐竹軍、山路将監、荒木村重、村上水軍などの軍。遠呂智の強さと孤独に共感を覚え、善悪を問わない考えで「遠呂智の友」を自称し自ら進んで付き従い戦う。前田慶次自身は挑戦状を受け取り一定の条件を満たすことで、前田利常も甘粕景継も朽木元綱もこれを境に孫呉・徳川軍に参加する。本人の強さは呂布に匹敵し、孫呉軍に合流した者は合肥新城にも現れる。
董卓軍
遠呂智から与えられる財宝が目的で従っている。遠呂智の前では「様」付けするが、忠誠は全く誓っておらず、当の遠呂智からも小物扱いを受けている。戦国の章では豊臣・黄巾党軍としてバレずに財宝を盗むことで、遠呂智がケチをしていると早とちり。「金の切れ目が縁の切れ目」と言って織田軍に参加する。
魏軍
曹操行方不明の後を曹丕が継ぎ、張遼、徐晃らと共に遠呂智と同盟を結ぶ。表向きは従っており、これに不満を持っていた孫礼が黄巾党・小喬軍に、賈詡と龐徳が六角義賢と共に蜀漢・真田軍に、京極高次と卞喜を伴った楊脩と、条件を満たせば曹仁も織田・黄忠軍に参加した。実際の所は内側から遠呂智の力を殺いでいる。織田信長に裏から手伝われて力を蓄え終わっても、引き続き遠呂智に従って雑賀を攻略していたが、遠呂智軍から離反し、韓浩を曹操軍に送り出しつつ、妲己を捕縛して従わせた。なぜかすぐに曹彰が遠呂智軍に戻っているが、再び離反・参入した。条件を満たせば、張郃や郭嘉や邢道栄などは魏軍に、司馬懿や鄧艾や王双などは織田軍に付いて遠呂智軍を離れる。曹魏の再興に合わせて甄姫も曹洪も曹真も郝昭も楽進も離反・参入。妲己には山崎で逃げられる。
石田軍
豊臣秀吉の股肱石田三成や、毛利軍などの軍。児玉就英や乃美宗勝や因島亮康は山賊として別行動をとる。遠呂智軍に従い各地を転戦しながらも、内部で遠呂智に対抗するための力を蓄え、襄陽では主君である豊臣秀吉と接触するが、前述の策を完遂するためか秀吉のもとに戻らない。同じ事を企てる魏の監視を妲己に任されて以来行動を共にし、手取川で剣豪・南蛮軍と交戦。後に不満を抱いた長束正家と毛利輝元を織田・黄忠軍に奪われたが、後から本人達も遠呂智軍より離反する。曹魏の再興に合わせて大谷吉継や吉川広家、蒲生郷舎、山内一豊も離反・参入する。
呉軍
主君の孫堅や配下の朱治や蔣欽や周瑜や太史慈や呂蒙を人質にとられ、やむを得ず降伏。孫策が率いて属国として従うことで、程普や魯粛らと共に人質を救おうとしている。孫策が織田信長の策で島左近に孫堅は大阪城の天守閣に確保されていると教えられ離反し、近くの砦に確保されていた蔣欽をも解放する。孫権や周泰、孫尚香、大喬、蘇飛、丁奉らが遠呂智軍に残るが、孫尚香らは孫策軍と戦って吸収され、周泰らはそれに続く戦いで孫策・伊賀軍に倒された孫権を庇いながら孫策軍に合流し、大喬は孫権を託されていた事が董卓・曹魏軍にばれて敵視され孫策・徳川軍に救われ、蘇飛らも大喬に合わせて横山城から合流し、孫権は孫堅共々処刑されそうになったところから孫尚香と服部半蔵に逃がされ追っ手から清洲城で孫策軍に助けられ、丁奉らも羽黒城から孫権に合わせて合流する。その後韓当だけ曹魏・浅井・朝倉軍に参入、孫策と程普は合肥新城にも現れる。
徳川軍
三河の戦国大名徳川家康など三河武士団や、上忍服部半蔵など伊賀衆の軍。配下の本多正信や井伊直政などを人質にとられ、やむを得ず降伏。遠呂智の属国同士の呉と行動を共にして人質を救おうとし、後に共に離反して、遠呂智に仕えることをよしとしなかった鳥居元忠や石川康政、榊原康政、平岩親吉も合流させる。孫尚香や孫権と友情を育んでいる稲姫や結城秀康、徳川秀忠、布施孫兵衛だけは遠呂智軍に残るが孫策軍に吸収される。まったく遠呂智に仕えなかった者は、合肥新城にも現れる。
蜀軍
主君の劉備を人質にとられ、やむを得ず降伏。諸葛亮・関羽・張飛が率い、関索や傅士仁などと共に妲己の隙をうかがいつつ遠呂智軍に従っている。劉備は、蜀残党には戦死したと認識されていたが、左慈によりその生存が伝えられ、心の拠り所として大きな影響力を持った。妲己捕縛後は全軍が関興を伴って趙雲軍に合流して諸葛亮が指揮権を委譲され、最後は諸葛亮軍が遠呂智を倒したため劉備も解放されて蜀の武将たちと再会した。関羽や張飛は、呂布や前田慶次に勝るとも劣らない強さの持ち主。劉備は、プレイヤーがチームに入れない限り、味方としてはおろか、友軍、敵軍としても戦場に現れるステージは無い。

### 所属不明
山賊
石川五右衛門が率いる、下野出身者たちと堀内氏善などの日本の水軍の混成軍。相変わらず盗みを働いている。魏延の宝を盗んだことで蜀漢・阿国軍に追われ、十河存保は織田軍に吸収され、九鬼嘉隆は黄蓋・西日本武士団軍に合流する。残る者は後にねねに仕置きを食らい董卓・張遼軍に利用されるが、「年貢の納め時」と言って蜀漢軍と行動を共にすることもある。
風魔小太郎
神出鬼没で、混沌を求めて遠呂智軍、反乱軍問わずにちょっかいを出している。兵糧がきっかけで孫策・伊賀軍の一員として行動することもある。

## ステージ
『真・三國無双4』と『戦国無双2』に登場した全ステージが登場する。ただし、「2つの世界が融合した異世界」という基本設定を踏まえてステージ中のオブジェクトが変更されており、三国時代の戦場に戦国の天守閣がそびえていたり（もちろん、逆のパターンもある）、別世界のオブジェクトとの境目や周辺の木々には時空が融合した影響か、溶岩のような赤く焼け焦げたエフェクトが見られたりと、混沌とした雰囲気をより一層高めている。
ステージ構造もシナリオ展開を考慮して一部変更されている部分があり、スタート位置や進軍方向も従来のシリーズでは見られなかった配置となっており、基本部分は従来作からの使いまわしとはいえ、新鮮な気持ちでステージに挑むことができるようになっている。
また、本作オリジナルのステージとして、「古志城」が追加されている。これは全シナリオ共通の最終決戦場となるステージで（ただし、展開は各勢力ごとに異なる）、遠呂智の居城らしく他のステージとは一線を画した禍々しさ、不気味さが表現されている。

## システム

### 属性関係
各武将毎にパワー・スピード・テクニックの属性がありそれに見合った特殊能力が使用できる。
これらは敵として登場した時も有効で、テクニックタイプの武将に空中でチャージ攻撃を当てられた場合はダメージが増え、パワータイプの場合は攻撃中に弱い攻撃を当てても仰け反らない。スピードタイプの武将はキャンセルして連続攻撃を仕掛けてくるといったことはないが、タイプアクションは使うことがある。タイプアクションを使う場合は、プレイヤーが使う場合と異なり準備動作が必要。これを行っている時に攻撃すれば発動を止められる。

#### パワータイプ
「力」のアイコンで赤色。
タイプアクション「必殺技」
無双ゲージを大幅に消費して出せる高威力の攻撃。
能力強化「ハイパーアーマー」
攻撃中、通常攻撃や遠距離攻撃を受けてものけぞらない。
該当武将
真・三國無双
関羽・張飛・馬超・関平・許褚・夏侯淵・張遼・龐徳・孫権・黄蓋・孫策・呂布・董卓・孟獲・祝融
戦国無双
前田慶次・上杉謙信・石川五右衛門・くのいち・森蘭丸・今川義元・本多忠勝・徳川家康・浅井長政・島津義弘・立花誾千代
OROCHIオリジナルキャラクター
遠呂智

#### スピードタイプ
「速」のアイコンで青色。
タイプアクション「コンビネーションアーツ」
様々な攻撃動作をキャンセルして出せるので、流れるような連続攻撃が行える。ボタン入力時のレバーの状態でアクションが異なる。武将によっては、無双ゲージを消費する。
固有アクション「空中ダッシュ」
ジャンプ中にジャンプボタンを押すと、無敵状態で空中を移動できる。
固有アクション「ジャンプキャンセル」
様々な攻撃をジャンプでキャンセルできる。
該当武将
真・三國無双
姜維・魏延・龐統・星彩・曹操・夏侯惇・司馬懿・張郃・甄姫・太史慈・孫尚香・孫堅・呂蒙・甘寧・小喬・周泰・凌統・左慈
戦国無双
明智光秀・伊達政宗・濃姫・稲姫・石田三成・島左近・風魔小太郎・ねね

#### テクニックタイプ
「技」のアイコンで黄色。
タイプアクション「EXチャージ」
各チャージ攻撃のタイミングで無双ゲージを消費して出せる高速かつ高威力の攻撃。基本的にチャージ攻撃の強化版だが、ゲーム中の「アクション一覧」で確認できる「SP」と表示されている部分は固有技に変更されている。
能力強化「クリティカルヒット」
空中の敵にチャージ攻撃を当てると大ダメージになる。
タイプアクション「EXカウンター」
ダメージ中に無双ゲージを消費して出せるカウンター攻撃。
該当武将
真・三國無双
趙雲・諸葛亮・劉備・黄忠・月英・典韋・徐晃・曹仁・曹丕・周瑜・陸遜・大喬・貂蝉・袁紹・張角
戦国無双
真田幸村・織田信長・お市・阿国・雑賀孫市・武田信玄・服部半蔵・豊臣秀吉・直江兼続・宮本武蔵
OROCHIオリジナルキャラクター
妲己

### 成長システム関係
レベル
キャラクターを成長させるため、最も重要な要素の1つ。レベルの上昇により能力が強化され、一定のレベルに達すると連続攻撃数が強化される。レベルを上げる方法は2通りある。戦闘中に敵を倒したり「経験値アイテム」を獲得し、規定値に達するとその場でレベルアップする。また、戦闘後に勲功として獲得した“ストック経験値”を「兵舎」で任意のキャラクターに振り分けることでもレベルアップできる。キャラクター1人につき、99まで上がる。
特技
特技は、各キャラクターごとに習得条件があり、その条件をクリアすることによって習得できる。1人当たり3個か4個所持している。習得した特技は全キャラクターの共有となり、チーム全体で装備することができる。
特技の装備枠は7個で、習得済みのものから自由に選ぶことが出来る。
装備できる特技
体力増加：体力ゲージ最大値増加
無双増加：無双ゲージ最大値増加
攻撃強化：攻撃力上昇
防御強化：防御力上昇
速度上昇：素早さ上昇
馬術強化：騎乗時の能力強化及び騎乗して戦闘開始。レベル10になると前田慶次や呂布の馬に騎乗して戦闘を開始できる。
運上昇：運上昇。より攻撃力の強い武器が入手しやすくなる。
力型強化：アタッカータイプ「パワー」能力強化
速型強化：アタッカータイプ「スピード」能力強化
技型強化：アタッカータイプ「テクニック」能力強化
特殊強化：チャージ攻撃威力上昇
必殺強化：無双ゲージ消費技威力上昇
経験値増：獲得経験値増加
待機回復：控え時無双ゲージ回復速度上昇
消費軽減：無双ゲージ消費技消費量低減
連撃回復：連撃数10を越えたら体力回復
回復体力：戦闘中一定時間ごとに体力回復
回復無双：戦闘中一定時間ごとに無双ゲージ増加
キャラ専用アイテム
各キャラクターごとに条件が設定され、その条件をクリアすると獲得できる。一度獲得すると自動的に装備状態になり、各アタッカータイプのタイプアクションが強化される。
アタッカータイプ熟練度
戦闘中に多くの敵を倒すことで、「アタッカータイプ熟練度」がアップしていく。アタッカータイプ熟練度が上がると、各アタッカータイプのタイプアクションの攻撃力が上昇する。

### 武器システム関係
武器
戦闘中、敵将を倒した時に出現する宝箱を取ると、戦闘後の結果画面で獲得できる。宝箱1つにつき、チームメンバー3人分の武器を獲得が可能。武器には「特殊効果装備枠」が最大8個まで付いており、そこに特殊効果を装備できる。
これらの属性はチャージ攻撃のみに付加され、チャージ攻撃によっては一部、もしくはすべての属性がつかないことがある。
付加可能な属性
炎：炎で敵を燃やし、浮かせている間はダメージを与え続ける。レベルを上げると威力が上昇する。PSP版では威力が強化されている。
氷：一定の確率で敵を凍りつかせ動きを止める。レベルを上げると凍結確率が上昇する。
雷：放電して広範囲の敵にダメージを与える。レベルを上げると放電範囲が広がる。
陽：敵のガードを無視して攻撃を当てられる。攻撃の威力も上がり、レベルを上げると威力が上昇。
斬：一定の確率で一般兵を即死させる。武将は体力に応じたダメージを与える。レベルを上げると減らせる体力が増える。
吸生：攻撃した敵の体力を吸収する。レベルを上げると吸収する量は多くなり、与えたダメージが高くても多くなる。
吸活：攻撃した敵の無双ゲージを吸収する。レベルを上げると吸収する量は多くなり、与えたダメージが高くても多くなる。
破天：空中の敵に対する攻撃力が上がる。レベルを上げると威力が上昇。
勇猛：武将に対する攻撃力が上がる。レベルを上げると威力が上昇。
旋風：攻撃できる範囲が広くなる。レベルを上げると範囲が広くなる。
分身：攻撃時に分身が出現する。レベルを上げると分身の攻撃力が上がる。
神速：攻撃速度が上がる。レベルが上がるほど速度は上がるが、一部の攻撃の発生位置がずれたり範囲が狭くなることがある。
極意：与えるダメージが上がる。レベルを上げると威力が上がる。
背水：体力が少ないほど攻撃力が上がる。レベルが上がるほど上がる割合が多くなるが、発動に必要な体力減少量は同じ。
武器融合
所有している武器同士を融合させることで、武器の攻撃力や特殊効果を強化できる。
融合は兵舎で行え、何度でも繰り返すことができる。ただし、武器攻撃力や特殊効果には強化の限界値があり、それ以上は強化できない。
強化には「攻撃力強化」「特殊効果追加」「特殊効果装備枠増加」の3種類の要素があり、それぞれの効果に応じたストック経験値を消費する。
第四武器
レベルが難しいまたは激難で敵将を倒す時に出現する時に出てくる宝箱を取ると（箱を破壊して出てきた宝箱でも可）手に入れることが出来る。真・三國無双4や戦国無双2からの武将はそれらでのユニーク・秘蔵武器である。基本攻撃力が高い。

### その他
チームバトル
3人でチームが組める。切り替えは、PS2版ではL2又はR2（PS2版の初期ボタン配置）、PSP版では十字キー左又は十字キー右で行う。
馬を呼ぶ
セレクトボタン（PS2/PSP共通）を押すことで、馬を自分の近くに呼び寄せることが可能。
無双バースト
本作の武将は、パワー、スピード、テクニックの3種類のアタッカータイプに分けられている。チームにどのタイプが何人いるかによって、無双バースト時に付加される攻撃属性が変化。無双乱舞使用中に交代し、その直後に無双乱舞を使用する。
無双バーストに付加される攻撃属性
パワータイプ二人以上：分身
スピードタイプ二人以上：神速（アクション速度上昇）
テクニックタイプ二人以上：吸生（体力吸収）
各タイプひとりずつ：陽（ガード不能）
本作品以降の無双シリーズでは、火計を受けた軍団の体力が時間経過とともに減少していくようになった（これまでは燃えている地点にいても、何の影響もなかった）。

## PSP版
2008年2月21日に発売。今までのPSP版における無双シリーズのようなエリア別戦闘ではなく、PS2版と同様にフィールドを自由に移動しながら戦うことができる。その他の変更点は以下の通り。
- 戦闘時のイベントはカットインイベントとしてアレンジが施されている。
- カットインイベントと敵将撃破時には武将の音声が収録されている。が、読み込みが遅いためか音声が途中で途切れてしまうという問題点もある。
- くのいち・石川五右衛門のジャンプチャージの範囲等のPS2版のバグを修正。
- ビームの色や衝撃波のエフェクトの簡略化（ビーム色の統一等）。
- 武器の特殊効果の「炎」が強化。
- 呂布のキャラアイテムの取得条件緩和。

## 主題歌
CMで起用された音楽。
- 『ゼロの答』 歌：UVERworld